# 施托爾岑費爾斯城堡
施托爾岑費爾斯城堡（德語：Schloss Stolzenfels）是位於德國科布倫茨附近，萊茵河左岸的一座城堡。施托爾岑費爾斯城堡所在處原本曾有一座城堡，在13世紀時被毀，後於19世紀時被腓特烈·威廉四世重建。施托爾岑費爾斯城堡是一座哥德復興式建築，現在是世界遺產萊茵峽谷的一部分。2011年，在經過修繕之後，施托爾岑費爾斯城堡重新對遊客開放。

## 外部連結
- Schloss Stolzenfels （页面存档备份，存于） - （德文）

50°18′12″N 7°35′33″E / 50.3032°N 7.59242°E